# Mediolan-San Remo 2015
106. edycja wyścigu kolarskiego Mediolan-San Remo odbył się w dniu 22 marca 2015 roku i liczył 293 km. Wyścig figurował w rankingu światowym UCI World Tour 2015. 

## Uczestnicy
Na starcie tego klasycznego wyścigu stanęło 25 zawodowych ekip. Wśród nich znalazło się wszystkie siedemnaście ekip UCI World Tour 2015 oraz osiem innych zaproszonych przez organizatorów. 
| Numery  | Kod | Drużyna               |
| ------- | --- | --------------------- |
| 1-8     | KAT | Team Katusha          |
| 11-18   | ALM | Ag2r-La Mondiale      |
| 21-28   | AND | Androni Giocattoli    |
| 31-38   | AST | Pro Team Astana       |
| 41-48   | BAR | Bardiani CSF          |
| 51-58   | BMC | BMC Racing Team       |
| 61-68   | BOA | Bora-Argon 18         |
| 71-78   | CCC | CCC Sprandi Polkowice |
| 81-88   | COF | Cofidis               |
| 91-98   | COL | Team Colombia         |
| 101-108 | EQS | Etixx-Quick Step      |
| 111-118 | FDJ | FDJ.fr                |
| 121-128 | IAM | IAM Cycling           |

| Numery  | Kod | Drużyna                  |
| ------- | --- | ------------------------ |
| 131-138 | LAM | Lampre-Merida            |
| 141-148 | LTS | Lotto Soudal             |
| 151-158 | MOV | Movistar Team            |
| 161-168 | MTN | MTN-Qhubeka              |
| 171-178 | OGE | Orica-GreenEDGE          |
| 181-188 | TCG | Team Cannondale - Garmin |
| 191-198 | GIA | Team Giant-Alpecin       |
| 201-208 | LTJ | Team LottoNL - Jumbo     |
| 211-218 | TNN | Novo Nordisk             |
| 221-228 | SKY | Team Sky                 |
| 231-238 | TTS | Team Tinkoff-Saxo        |
| 241-248 | TRE | Trek Factory Racing      |

## Klasyfikacja generalna
| M-ce | Imię i nazwisko      | Kraj       | Drużyna               | Czas      |
| ---- | -------------------- | ---------- | --------------------- | --------- |
| 1.   | John Degenkolb       | Niemcy     | Team Giant-Alpecin    | 6h 46'16" |
| 2.   | Alexander Kristoff   | Norwegia   | Team Katusha          | + 0"      |
| 3.   | Michael Matthews     | Australia  | Orica-GreenEDGE       | + 0"      |
| 4.   | Peter Sagan          | Słowacja   | Team Tinkoff-Saxo     | + 0"      |
| 5.   | Niccolò Bonifazio    | Włochy     | Lampre-Merida         | + 0"      |
| 6.   | Nacer Bouhanni       | Francja    | Cofidis               | + 0"      |
| 7.   | Fabian Cancellara    | Szwajcaria | Trek Factory Racing   | + 0"      |
| 8.   | Davide Cimolai       | Włochy     | Lampre-Merida         | + 0"      |
| 9.   | Tony Gallopin        | Francja    | Lotto Soudal          | + 0"      |
| 10.  | Edvald Boasson Hagen | Norwegia   | MTN-Qhubeka           | + 0"      |
|      |                      |            |                       |           |
| 22.  | Maciej Paterski      | Polska     | CCC Sprandi Polkowice | + 0"      |
| 67.  | Michał Kwiatkowski   | Polska     | Etixx-Quick Step      | + 4'56"   |
| 86.  | Michał Gołaś         | Polska     | Etixx-Quick Step      | + 4'59"   |
| 88.  | Bartłomiej Matysiak  | Polska     | CCC Sprandi Polkowice | + 4'59"   |
| 98.  | Bartosz Huzarski     | Polska     | Bora-Argon 18         | + 4'59"   |
| 125. | Maciej Bodnar        | Polska     | Tinkoff-Saxo          | + 11'30"  |
| 134. | Adrian Kurek         | Polska     | CCC Sprandi Polkowice | + 11'37"  |
| 150. | Jarosław Marycz      | Polska     | CCC Sprandi Polkowice | + 14'58"  |
| 153. | Tomasz Kiendyś       | Polska     | CCC Sprandi Polkowice | + 14'58"  |